# Capitularina involucrata
Capitularina involucrata là một loài thực vật có hoa trong họ Cói. Loài này được (J.V.Suringar) J.Kern mô tả khoa học đầu tiên năm 1974.